# Ерзен-хан
Ерзен-хан (д/н — 1337/1338) — 6-й хан Білої Орди у 1320/1321—1337/1338 роках.

## Життєпис
Син хана Саси-Буки. Після смерті батька у 1320/1321 році прийшов довлади. Втім факт, що його затвердив Узбек, хан Золотої Орди, це відбулося не без проблем. Зберігав вірність останньому протягом усього панування.
Підтримав ісламізацію підданих. Зумів зміцнити керованість підлеглими нойонами. Впровадив політику надання вищій знаті володінь за службу — кубеі і субе, чим привернув на свій бік збіднілих родичів та місцеву аристократію. За свідченням сучасників майже дорівнював за потугою Узбек-хану, відновивши фактичне панування на Лівому крилі Золотої Орди.
Відновлювалися міста Отрар, Сауран, Дженд, Узген і Барчкенді, де Ерзен побудував медресе, мечеті й ханакі. Столицею стало місто Сигнак. Ввідбулося зростання торгівлі та ремесел.
Помер Ерзен-хан 1337/1338 у Сиганаку, де й поховано. Йому спадкував син або брат Мубарак-Ходжа.